# Толедо
Толедо (ісп. Toledo, лат. Toletum, араб. طليطلة, Ṭulayṭulah) — місто в центральній частині Іспанії, адміністративний центр автономної спільноти Кастилія-Ла-Манча і провінції Толедо. В минулому столиця держави вестготів та, пізніше, Кастилії. За свою багату культурну спадщину та багато збережених споруд різних часів історії міста з 1986 року місто занесене до списку Світової спадщини.
Толедо відоме як «Імперське місто» через те, що в місті розташовувався основний суд Карла V, імператора Священної Римської імперії, і як «Місто трьох культур», оскільки перебуває під впливом історичного співіснування християн, мусульман і євреїв. Толедо має історію як виробник холодної зброї. Нині ці вироби дуже популярні серед туристів, тому зараз це один із основних сувенірів у місті.
У Толедо народилося чи проживало багато визначних людей, зокрема Брунгільда Австразійська, Аль-Заркалі, Гарсіласо де ла Вега, Елеонора Толедо, Альфонсо X і Ель Греко. Місто було також місцем важливих історичних подій. Станом на 2015 населення складає 83 226 осіб і площа 232,1 км² (89,6 квадратних миль).

## Історія

### Назва
Сучасна назва міста походить від давньоримської «Толетум». У 192 до н. е. римлянин Марк Фульвій Нобіліор з військом відвоював місцевість у племені карпетан і заснував тут фортецю «Толетум». Римляни колонізували місцевість.
На околицях знайшли поклади залізних руд, що сприяло подальшому розвитку поселення, що карбувало навіть власні монети. Сучасні розкопки в околицях міста відкрили залишки давньоримських вілл, акведука, практично зруйнованого нині.

### Мавританський період
У 418 році місто було завойоване вестготами, ⁣ внаслідок чого, це місто стало їх столицею. Під час військового захоплення Іберійського півострова маври в 712 відвоювали Толедо у вестготів. Почався 350-річний арабський період історії міста.
Толедо став центром виробництва холодної зброї, спорудження мечетей й арабської науки.
Значна частина будівель арабського періоду пізніше була зруйнована, а мечеті без суттєвих перебудов перетворені на католицькі храми.
Риси арабо-мавританської архітектури зберігають лише стародавня забудова та декілька споруд:
- Міська брама Пуерта дель Соль
- церква Санта Марія ла Бланка, колишня мечеть
- дзвіниця церкви Сан Томе, перебудована з мінарету
- колишня мечеть Баб-аль-Мардум (архітектор мавр Муса ібн Алі, 999) та інші.

### Залишки мавританської архітектури

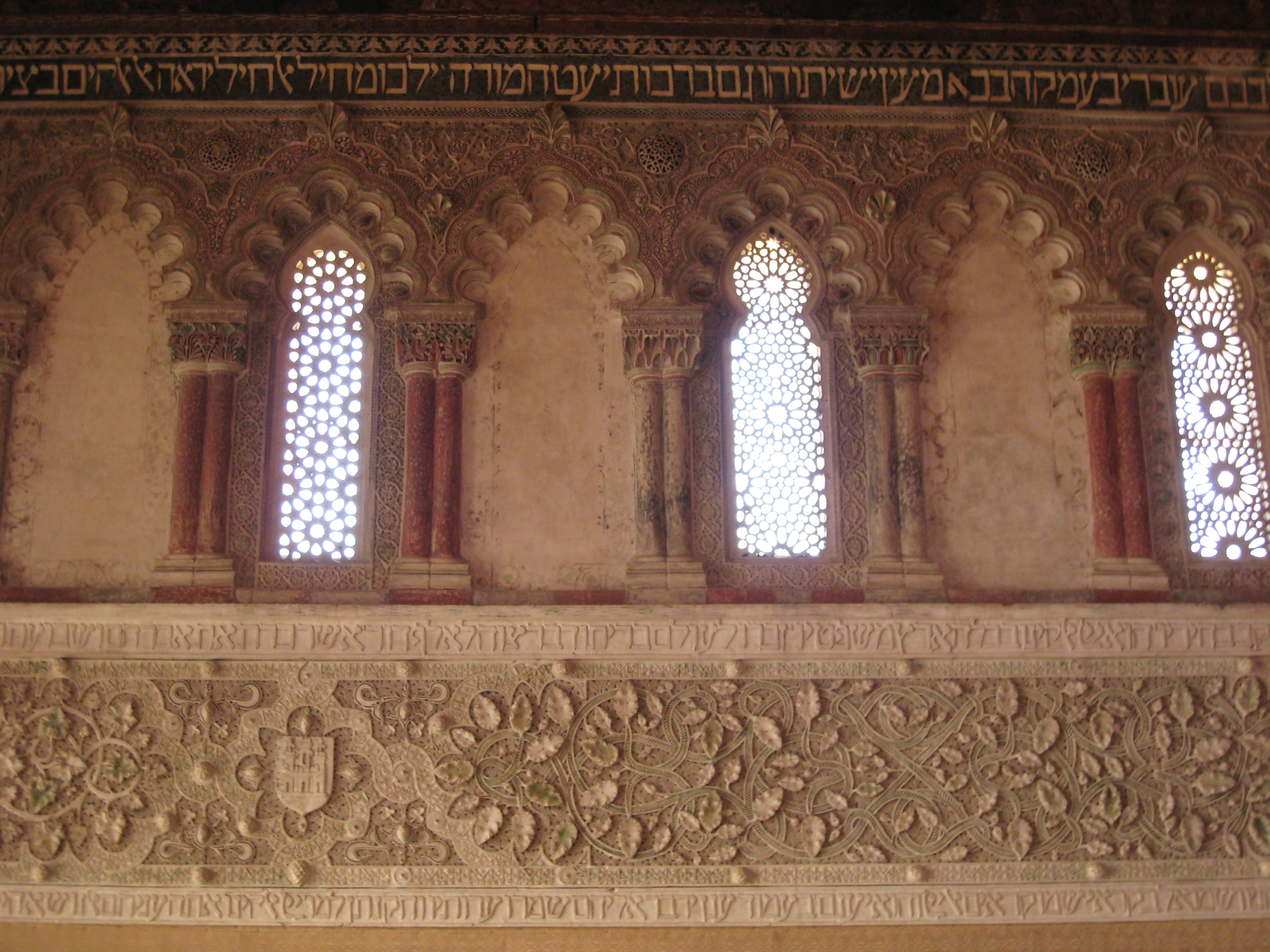
В інтер'єрі Синагоги
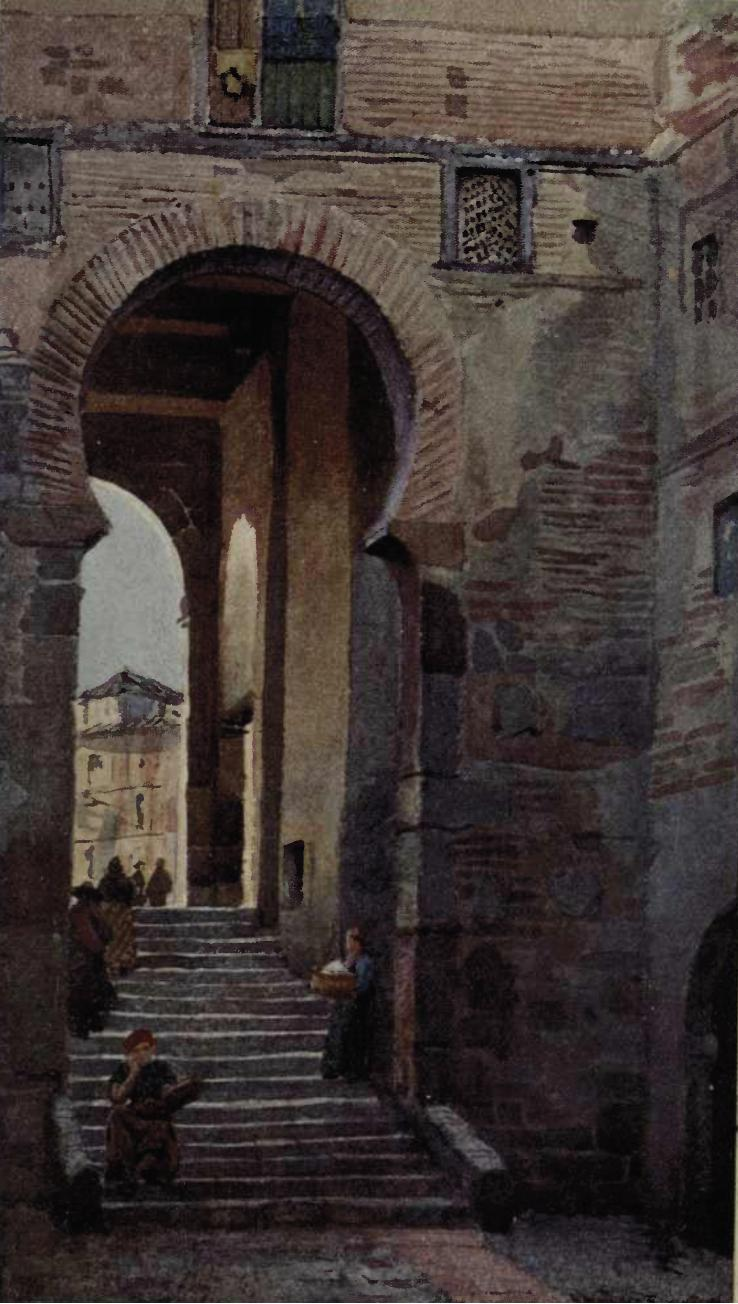
Брама де Сокодовер
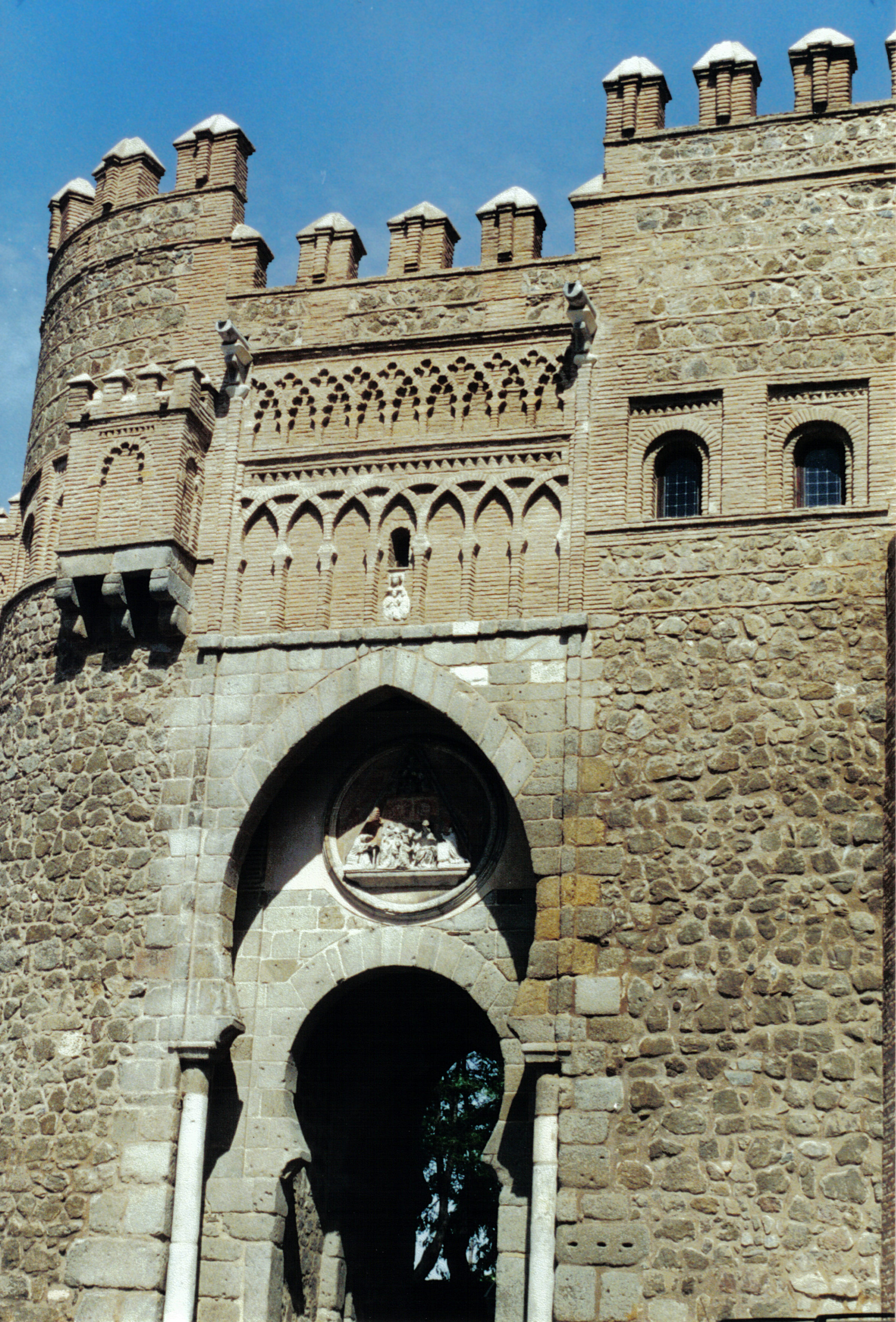
Пуерта дел Сол ( брама ).
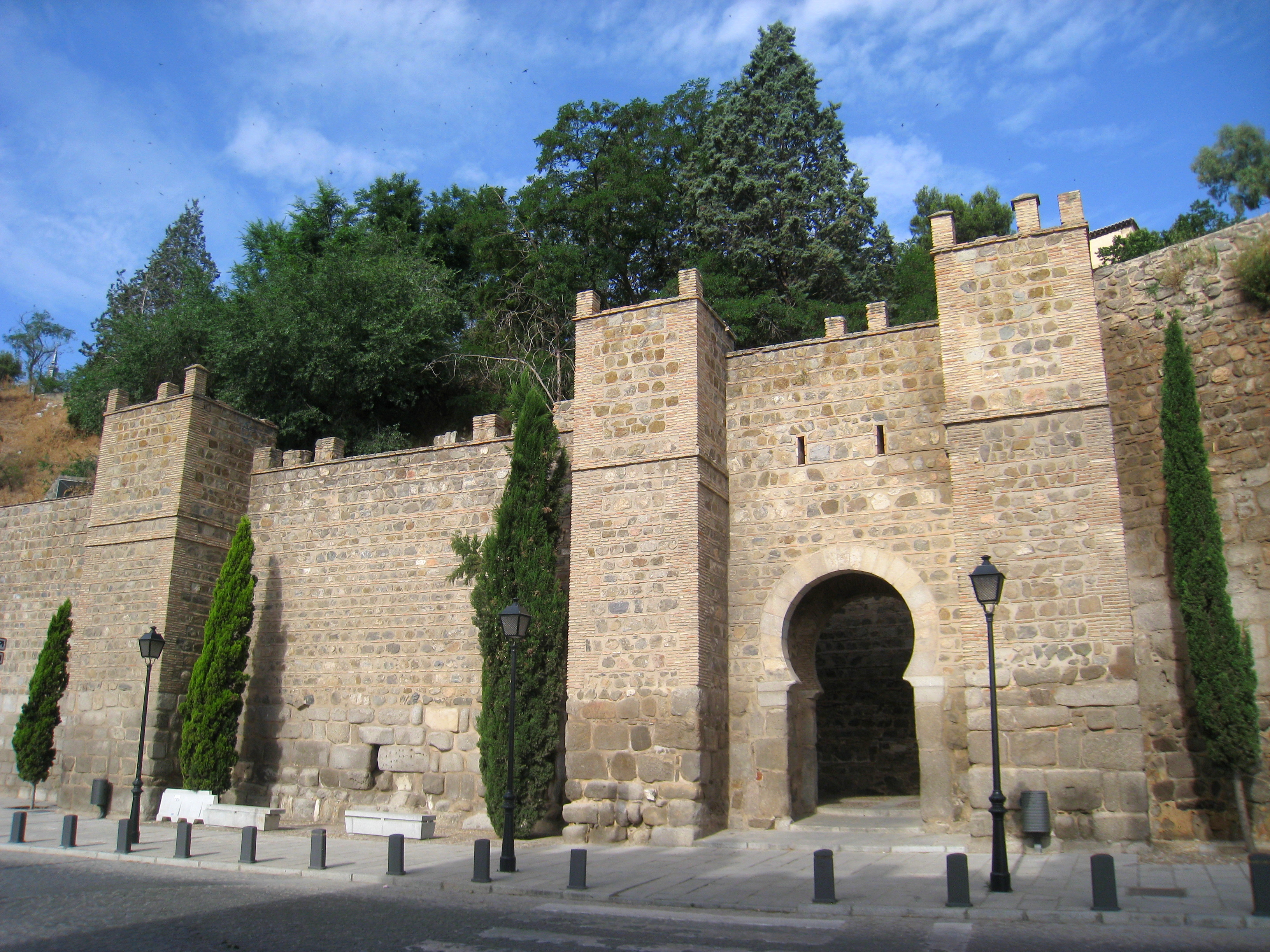
Фортечна стіна

### Збережена єврейська синагога Ель Трансіто

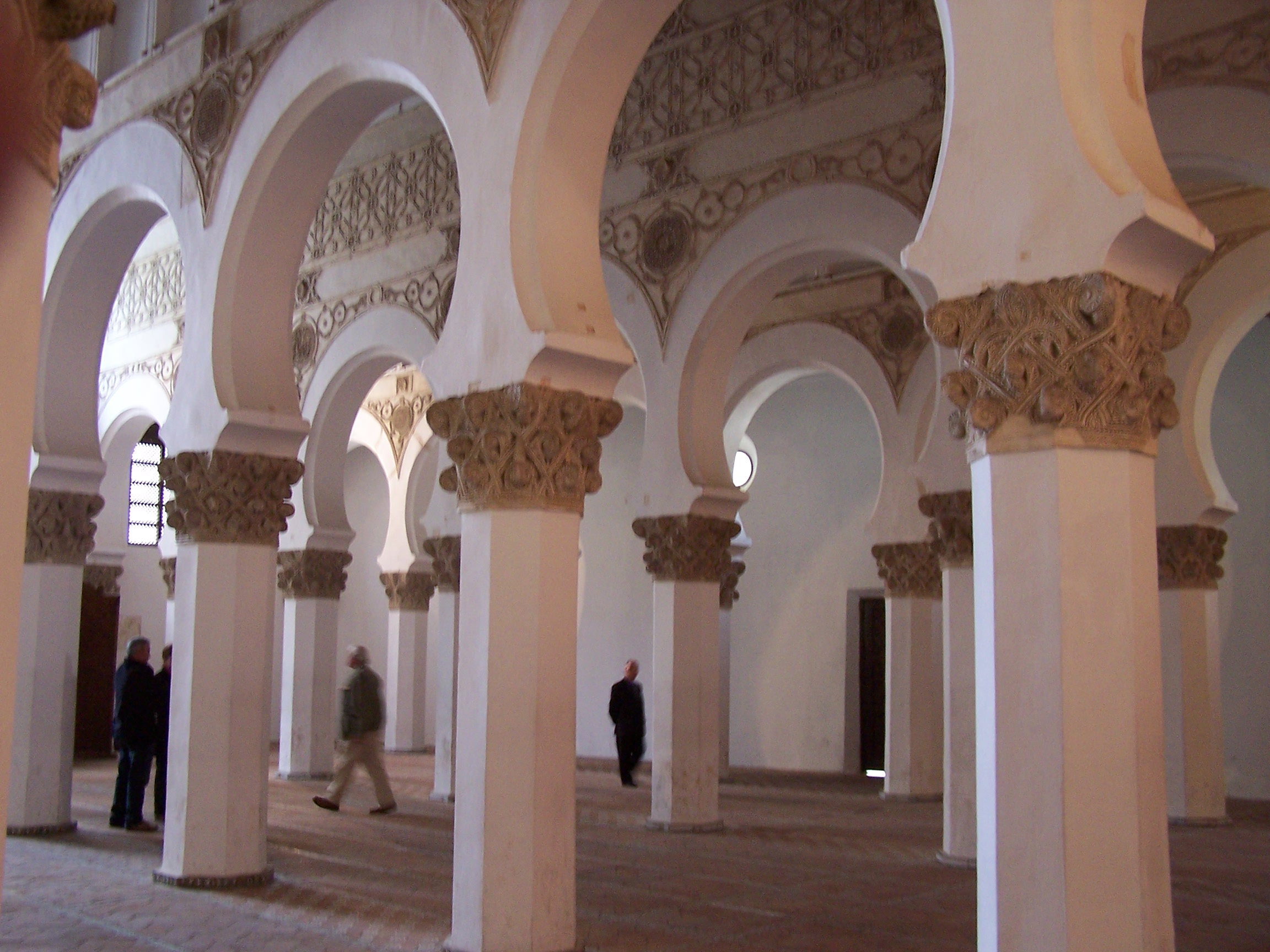
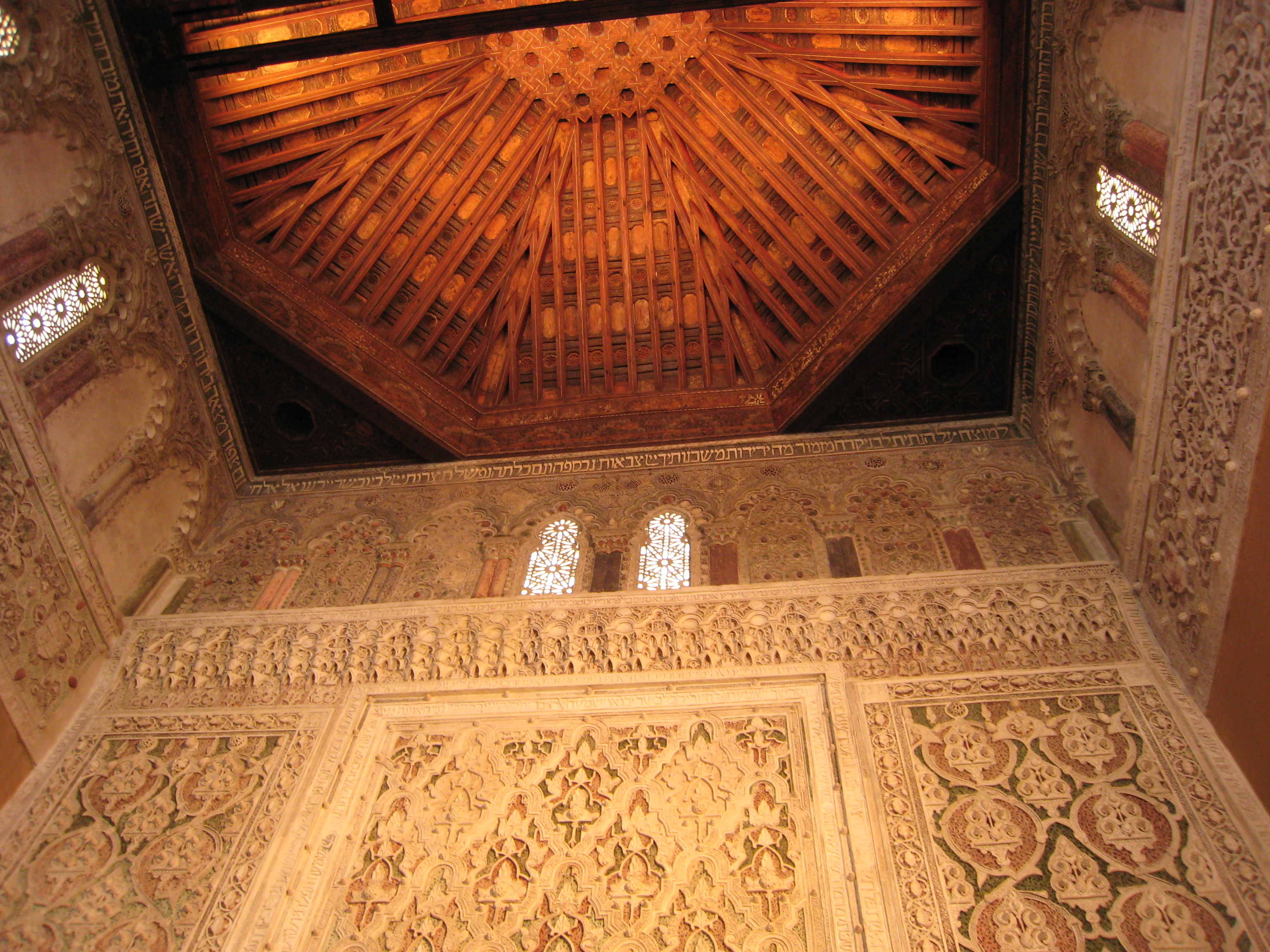
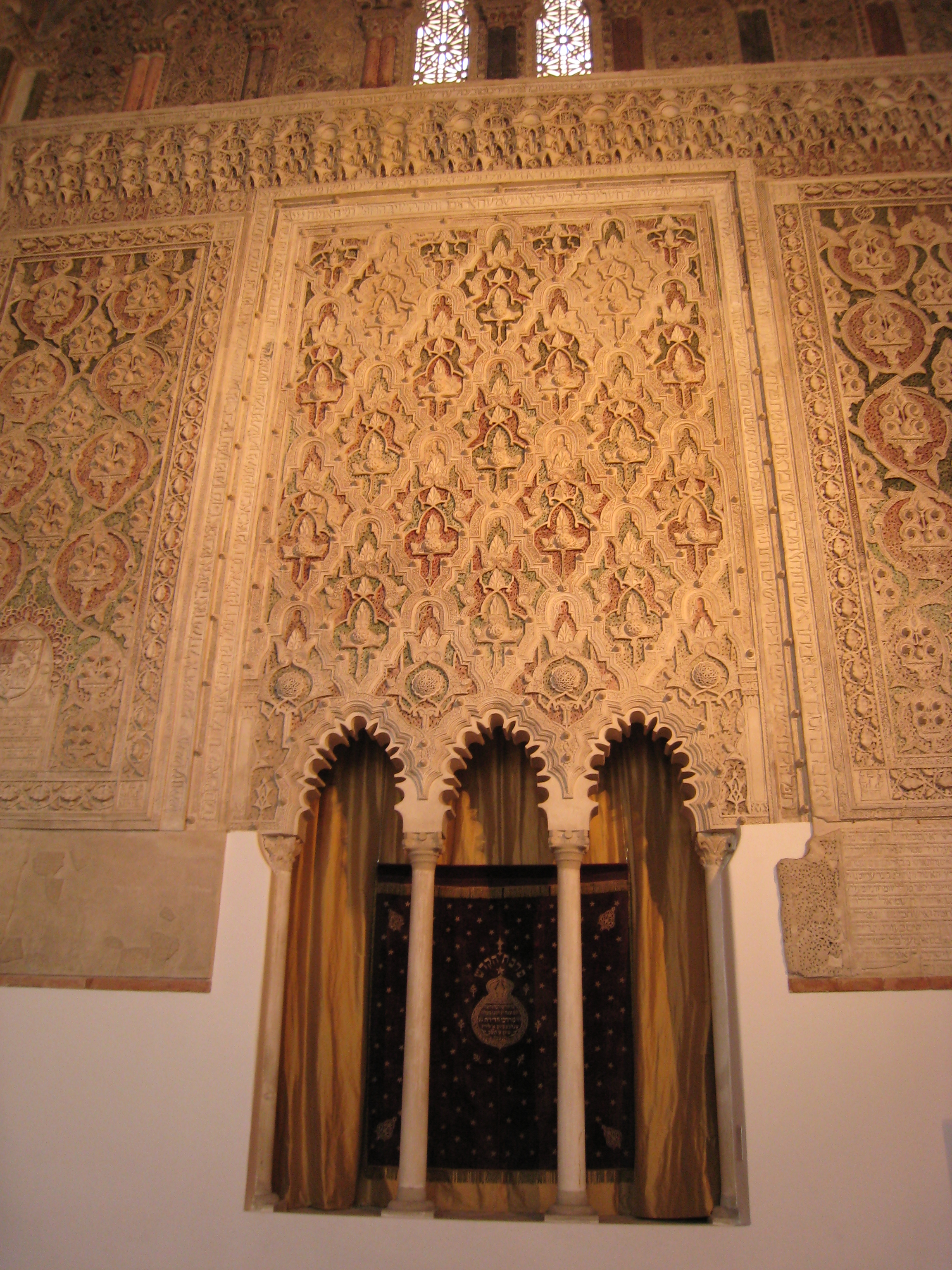
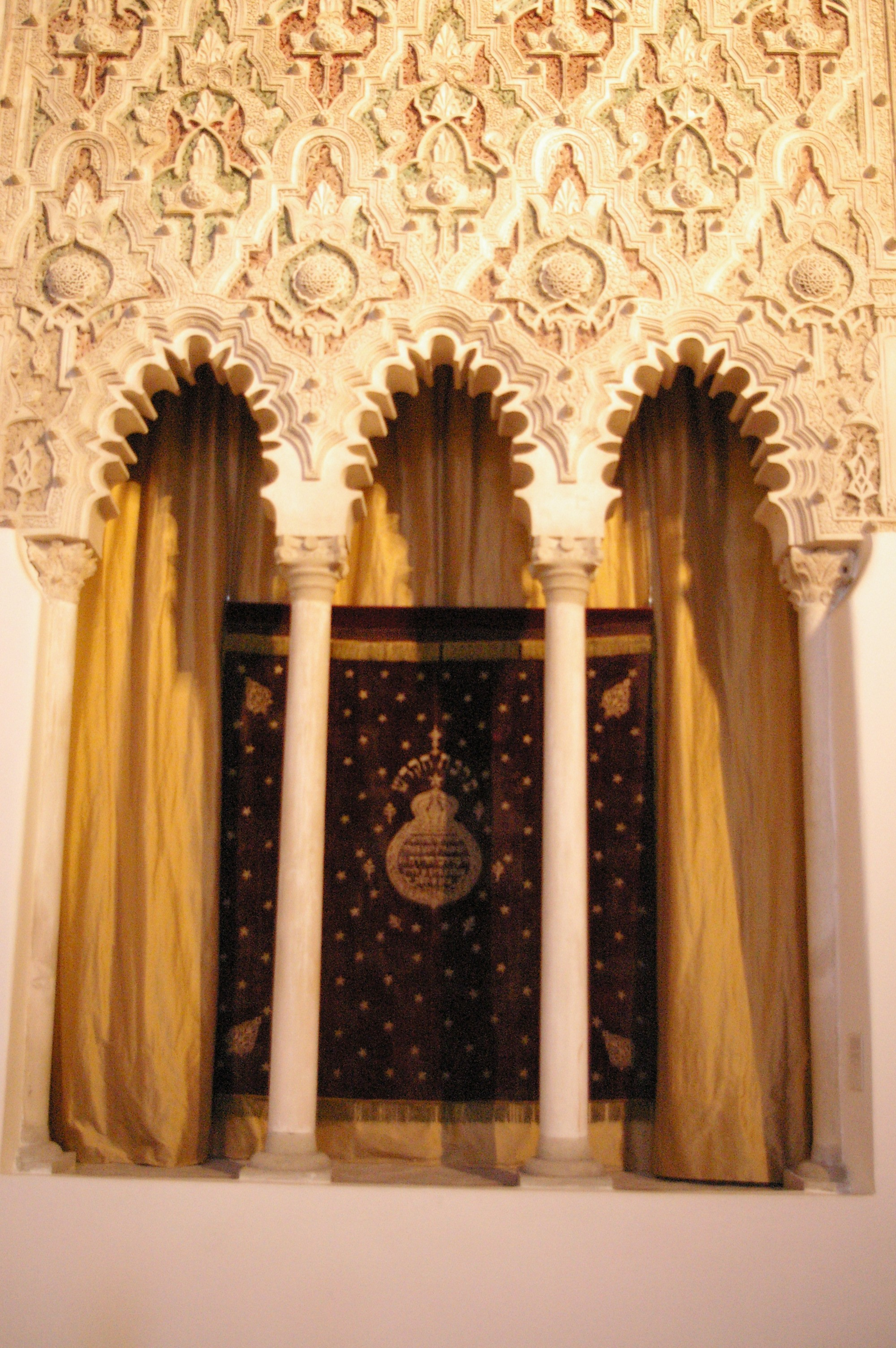

### Іспанський період
25 травня 1085 вояки короля Альфонсо VI Кастильського відвоювали місто у маврів. Толедо стало резиденцією королів Кастилії та залишалося нею до 1561, доки новий іспанський король не переніс столицю в Мадрид.
Довгий час Толедо був релігійним центром Іспанії та могутньої католицької інквізиції.

### Церкви Толедо

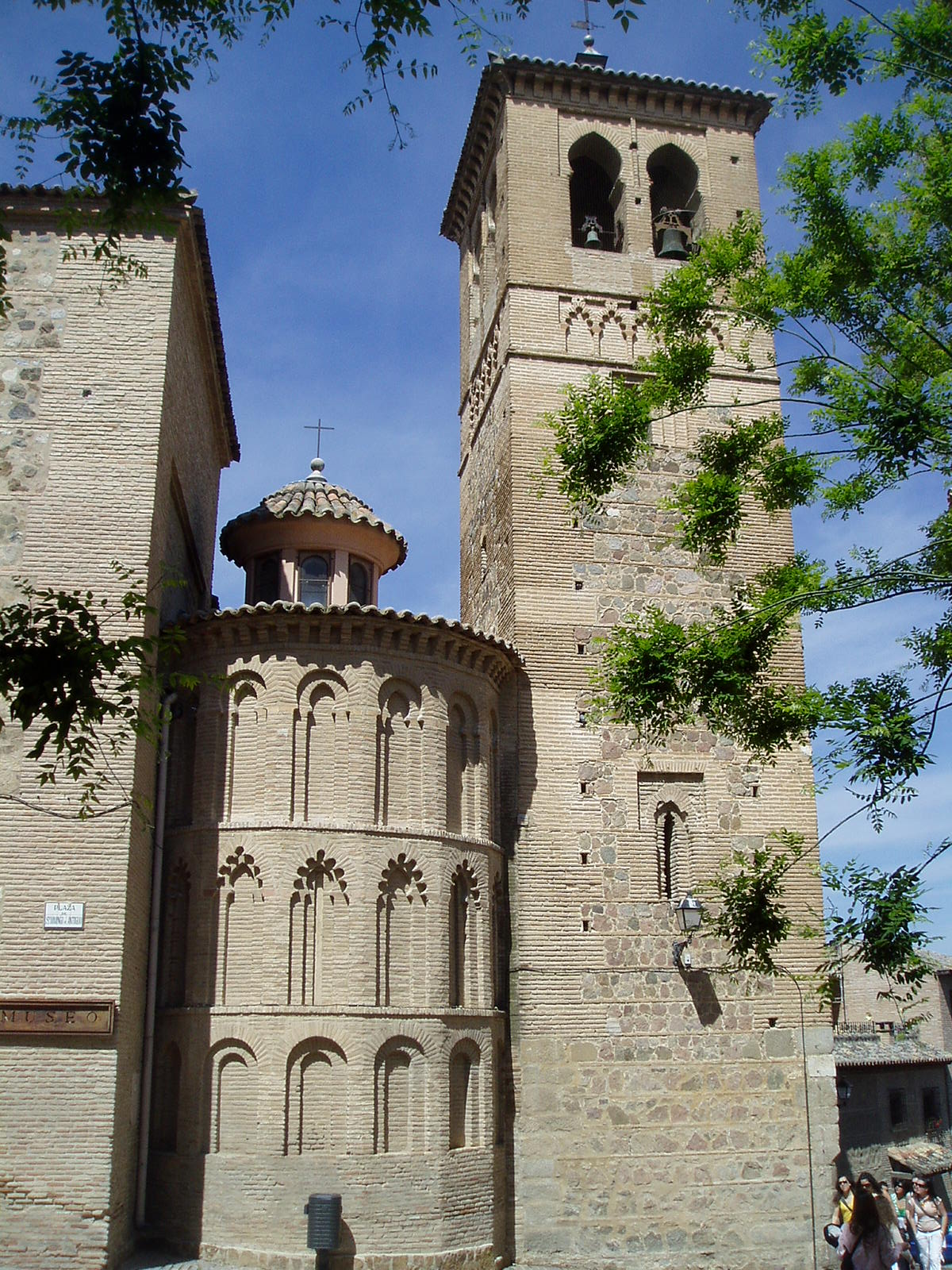
Церква Санта Леокадія
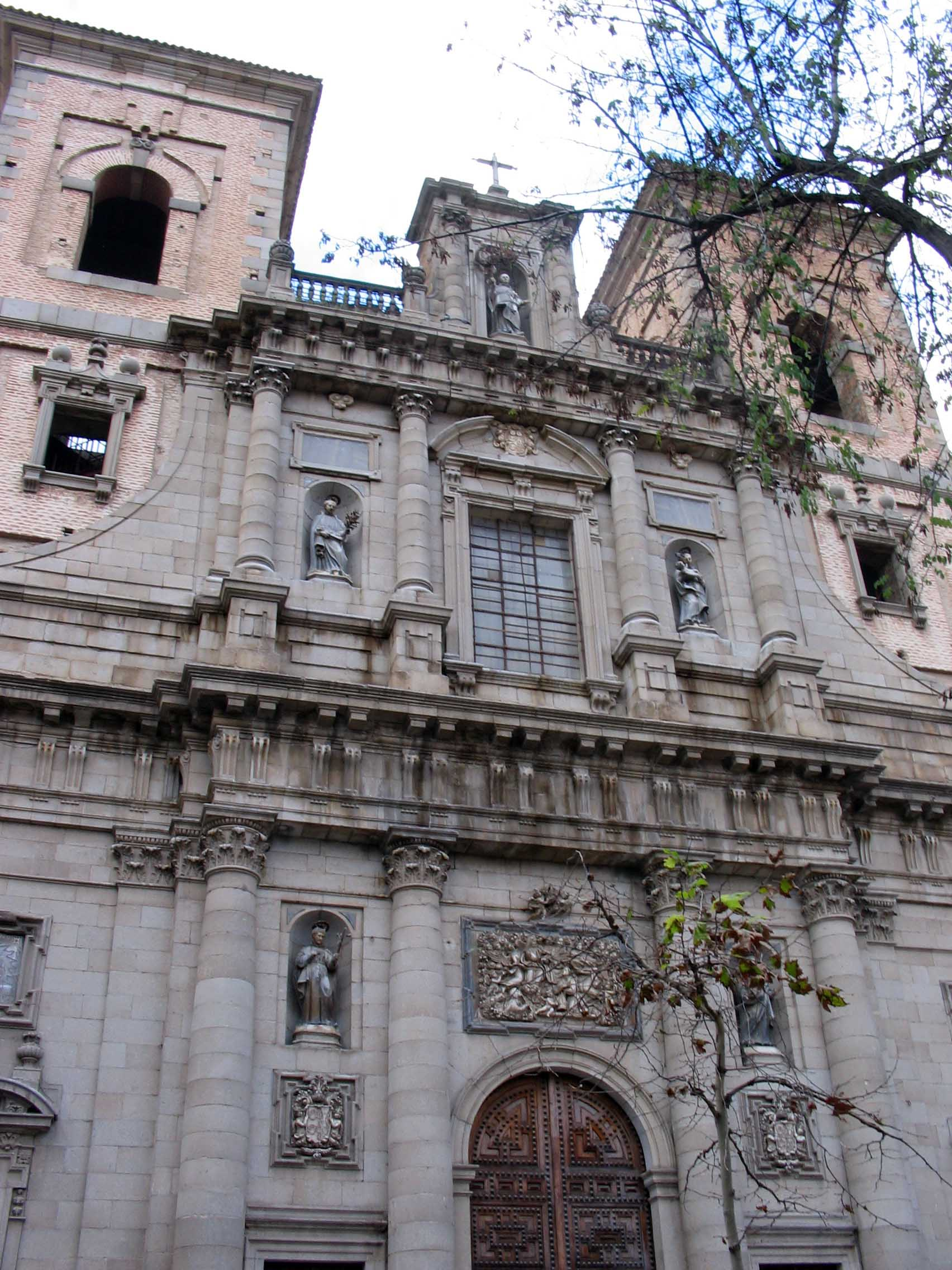
Церква Сан Ільдефонсо (Івана Хрестителя)
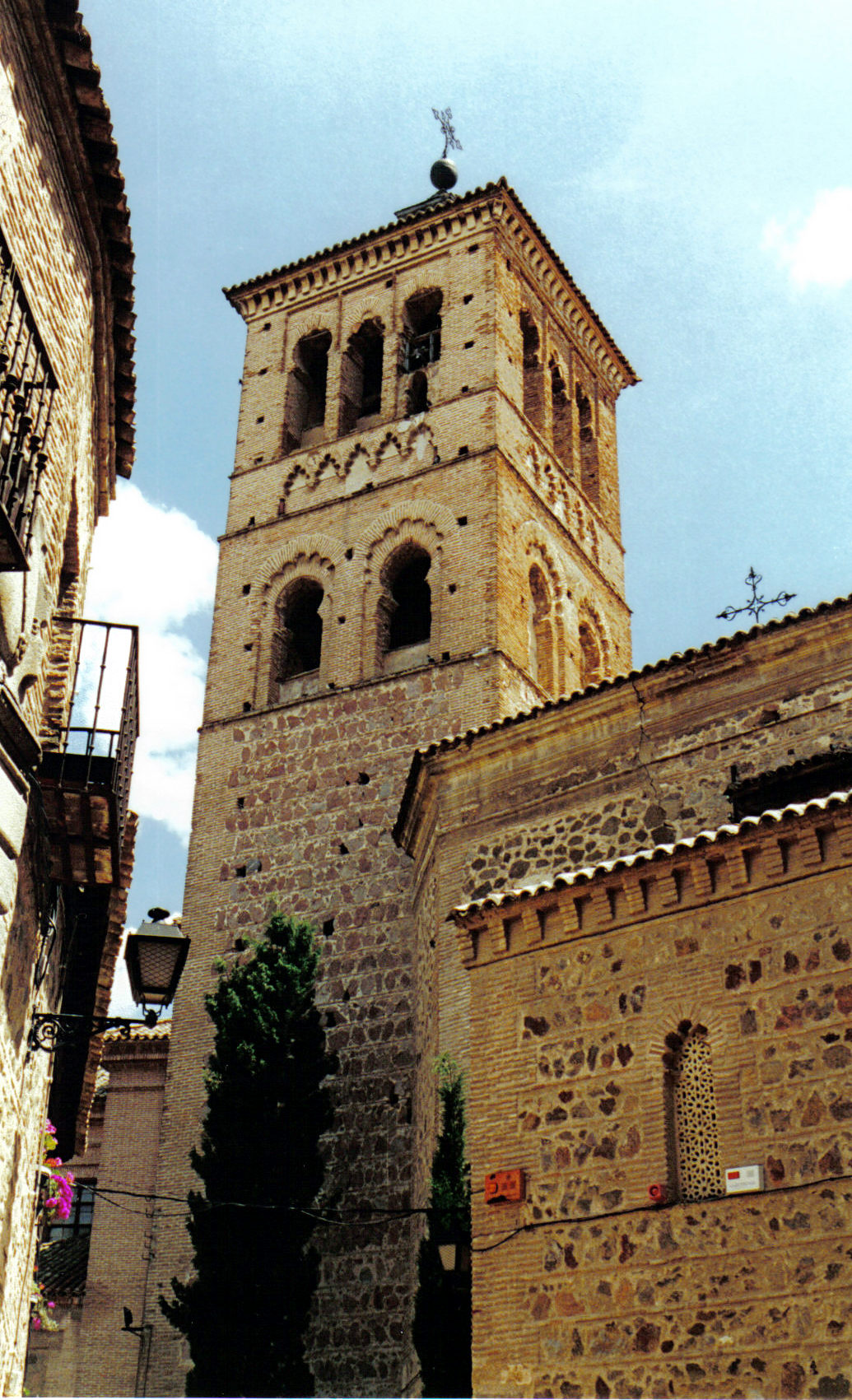
Церква Санто Томе
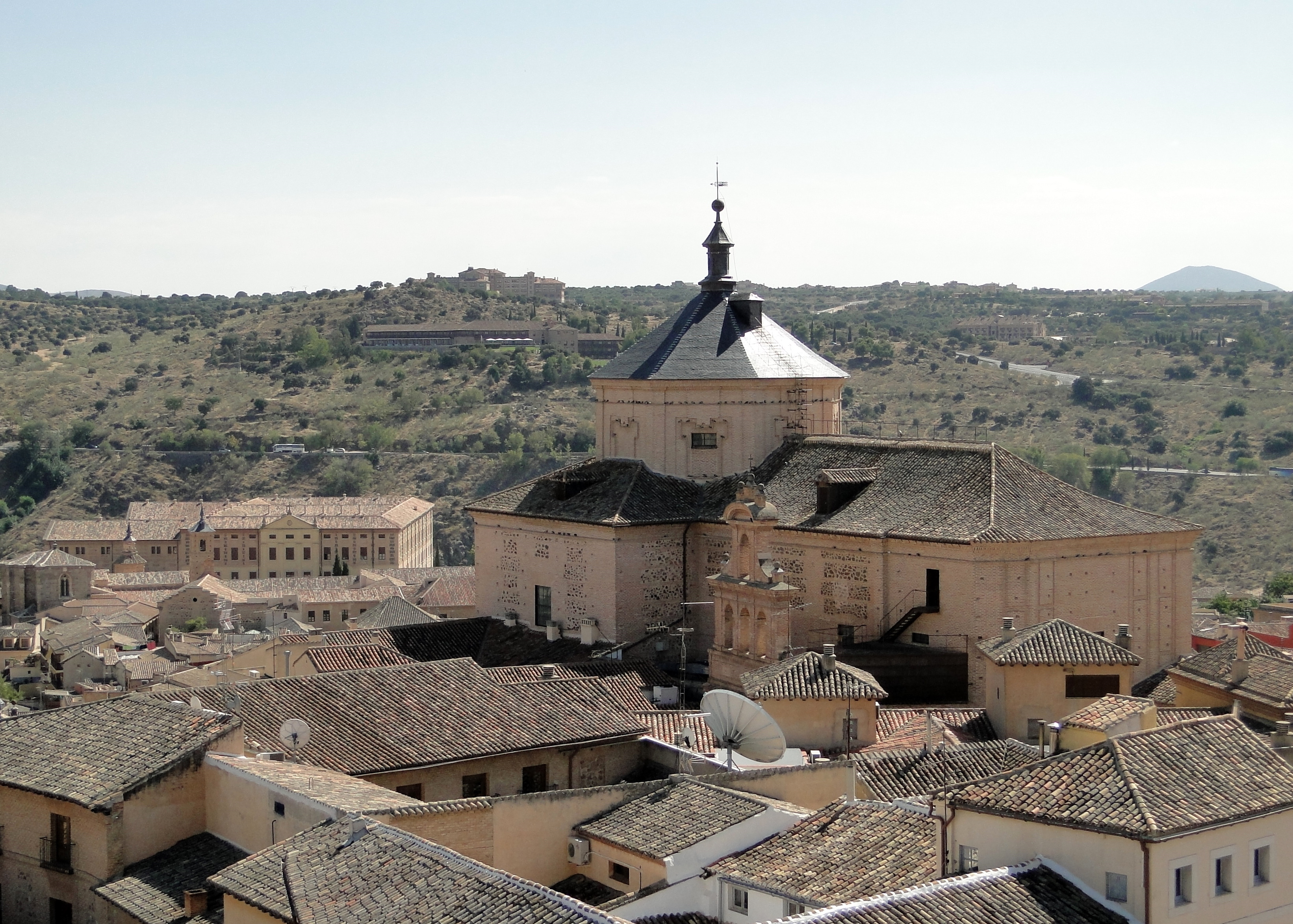
Церква Св. Марка

### Катедральний собор, Ювелірні скарби

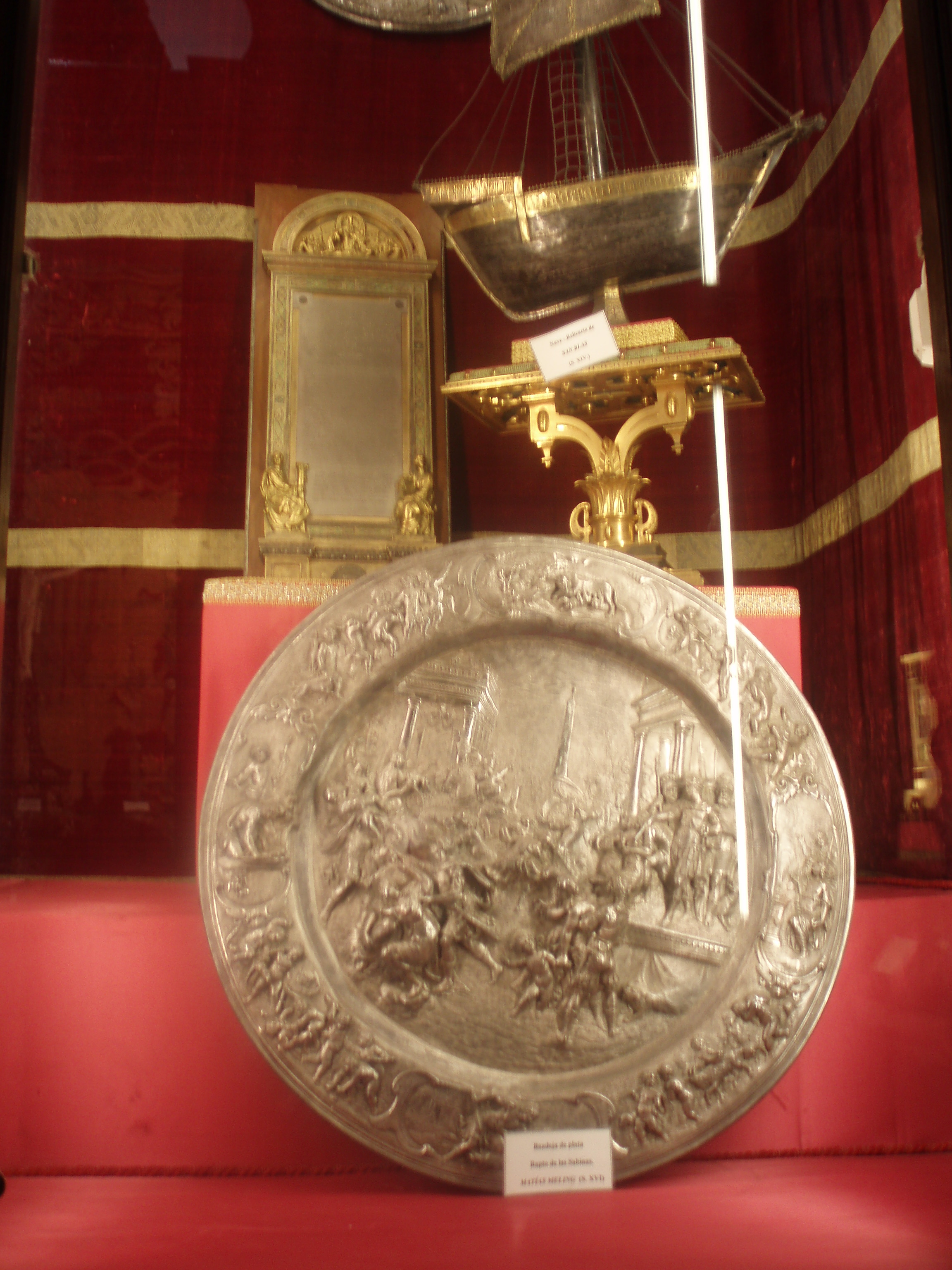
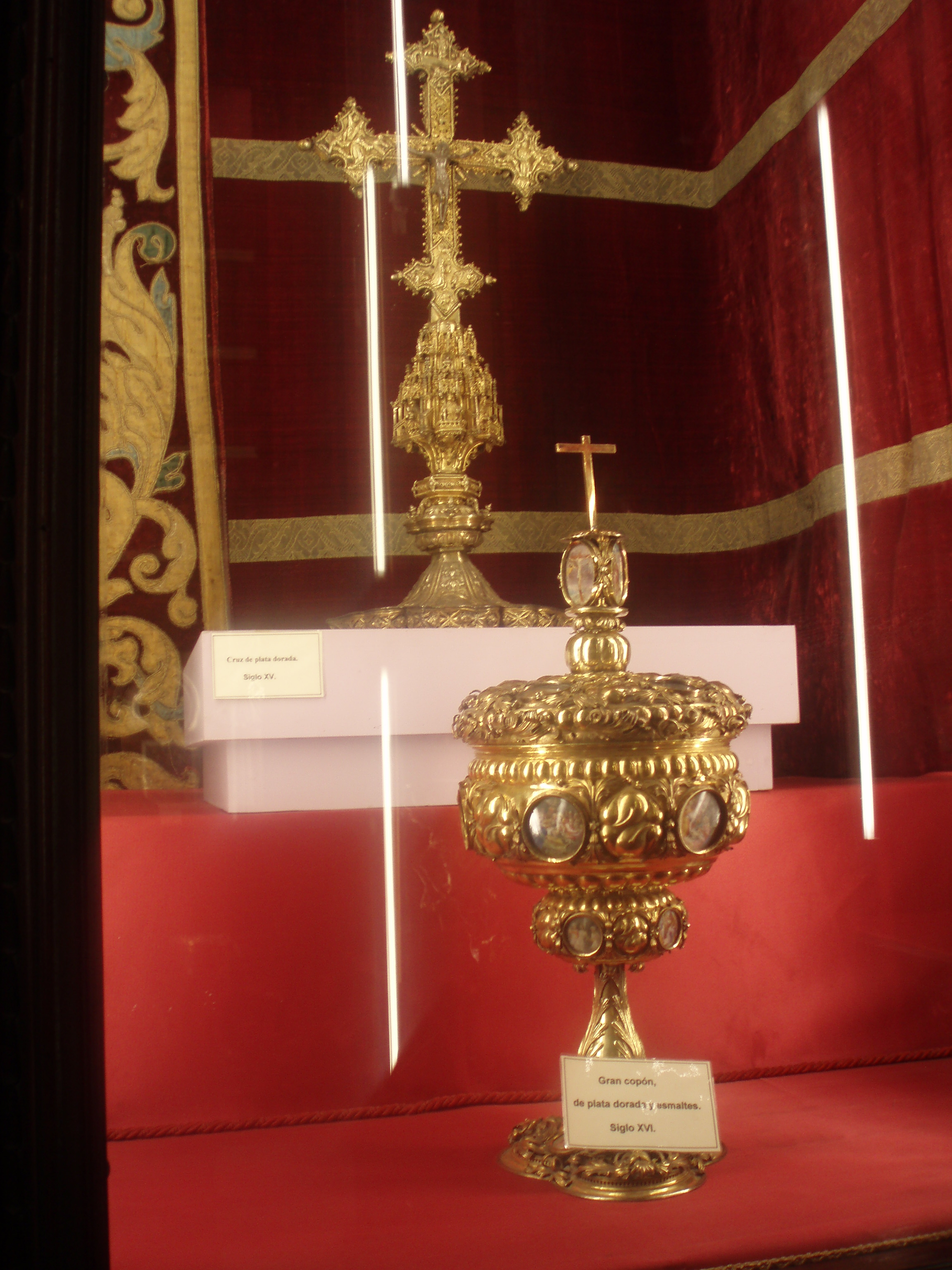
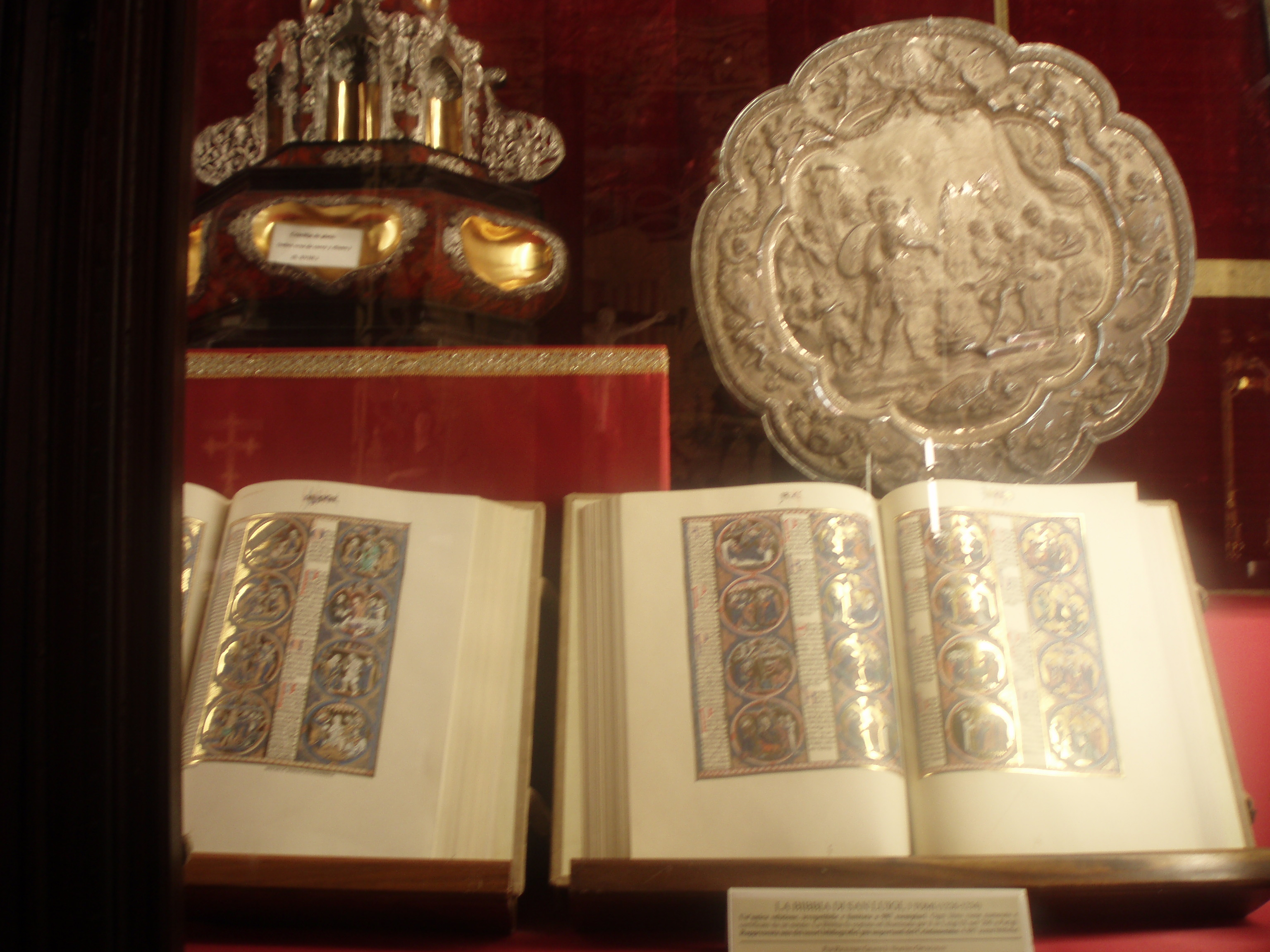
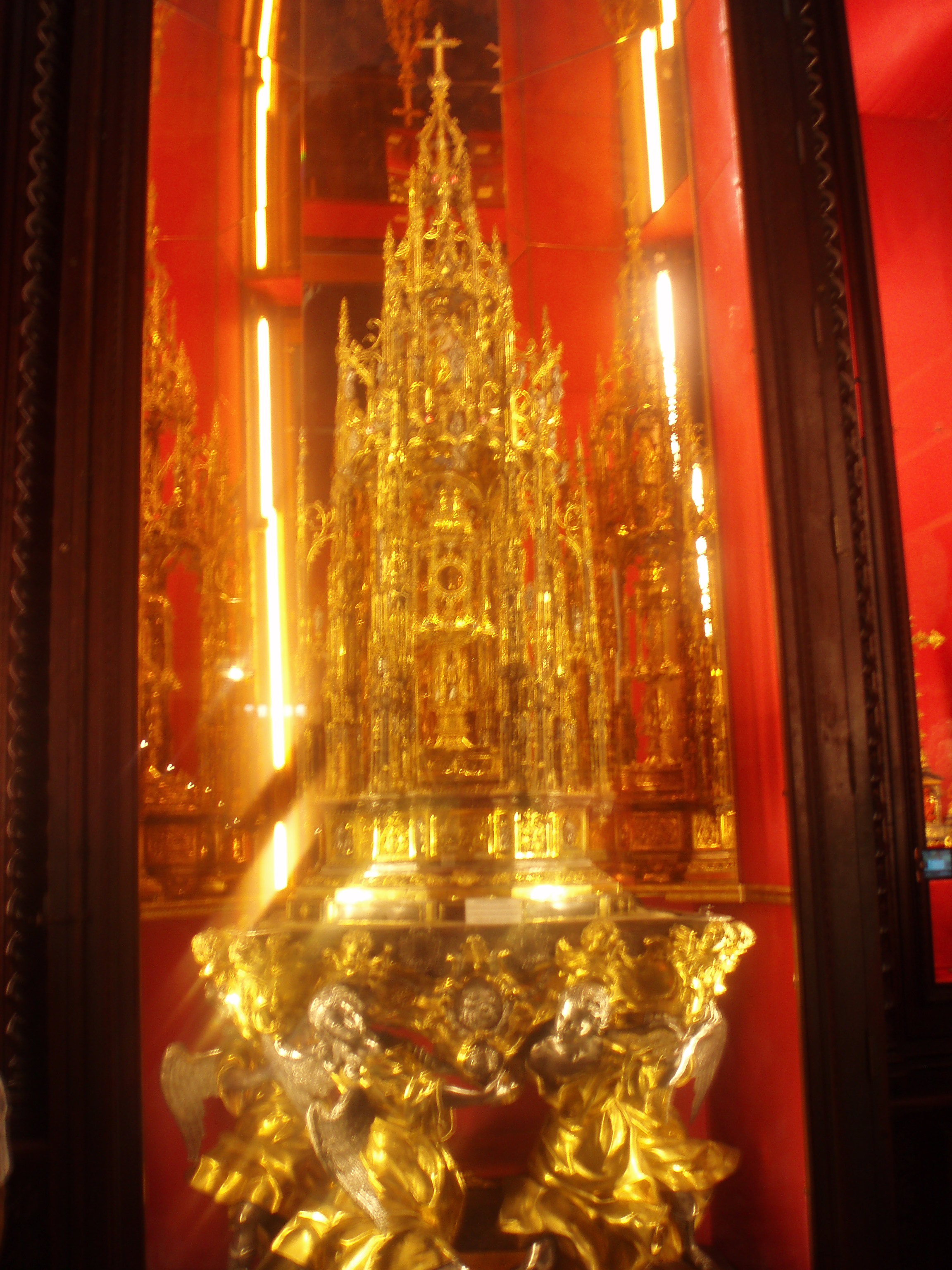

### Катедральний собор Толедо

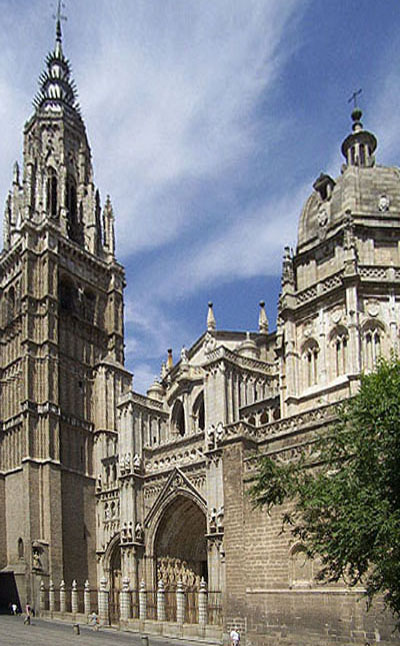
Головний фасад
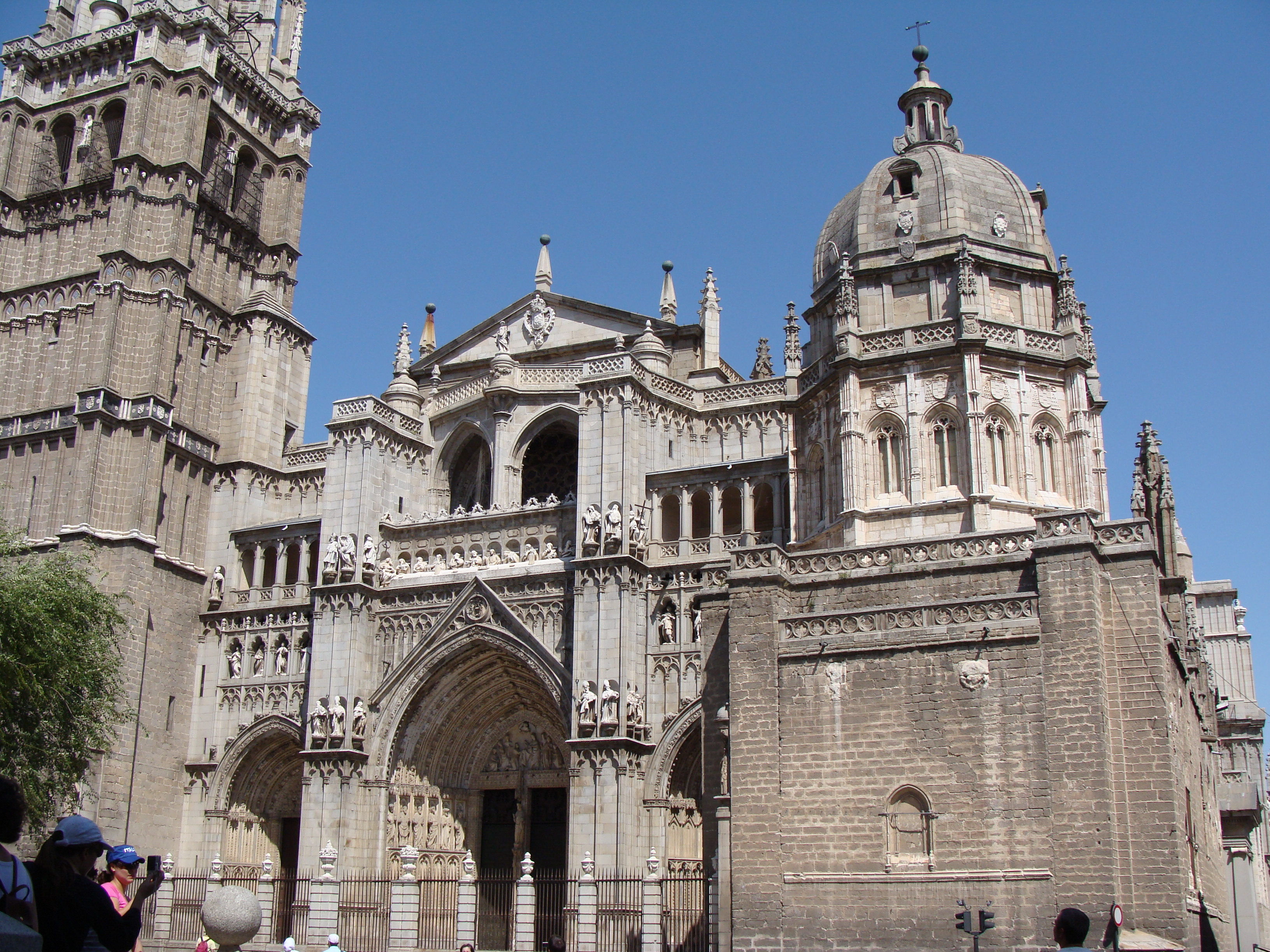
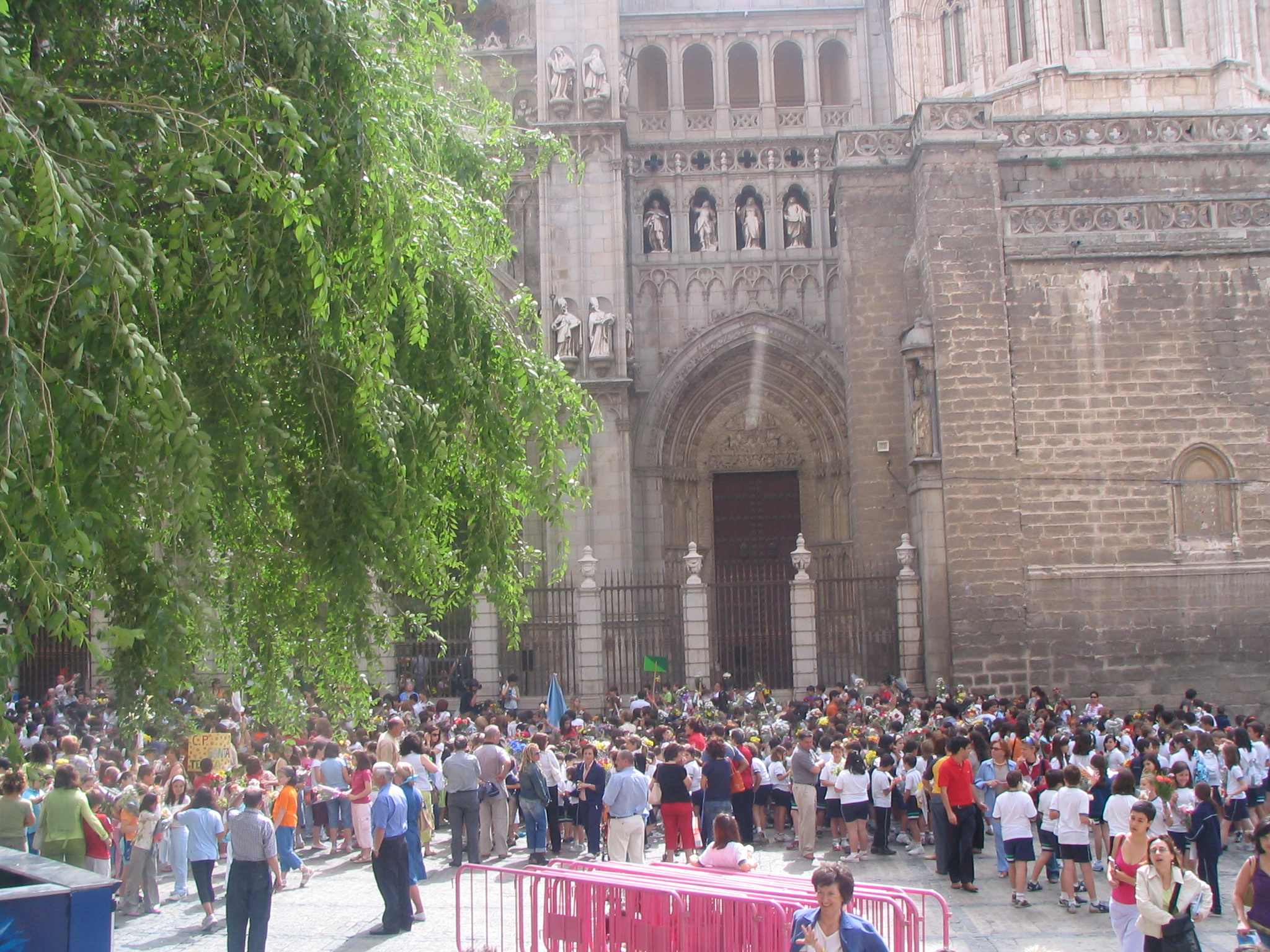
Свято
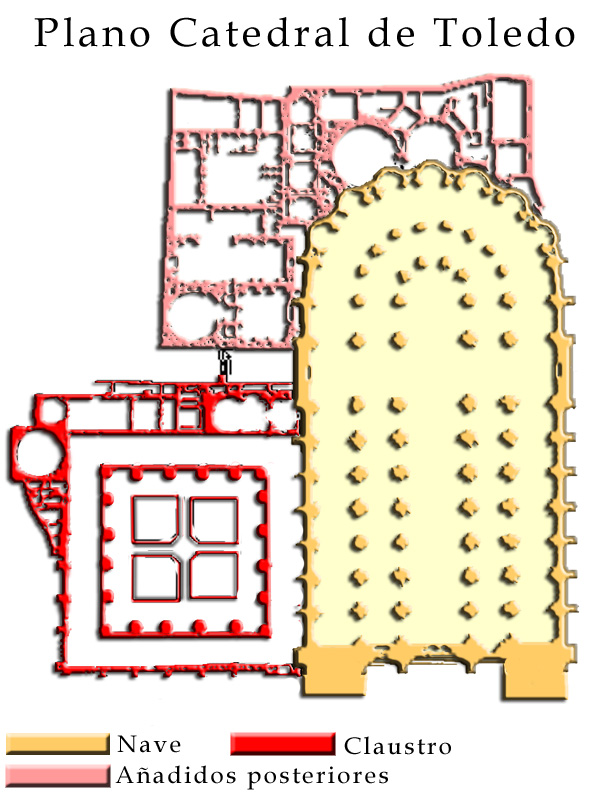
План собору

### В 20 столітті

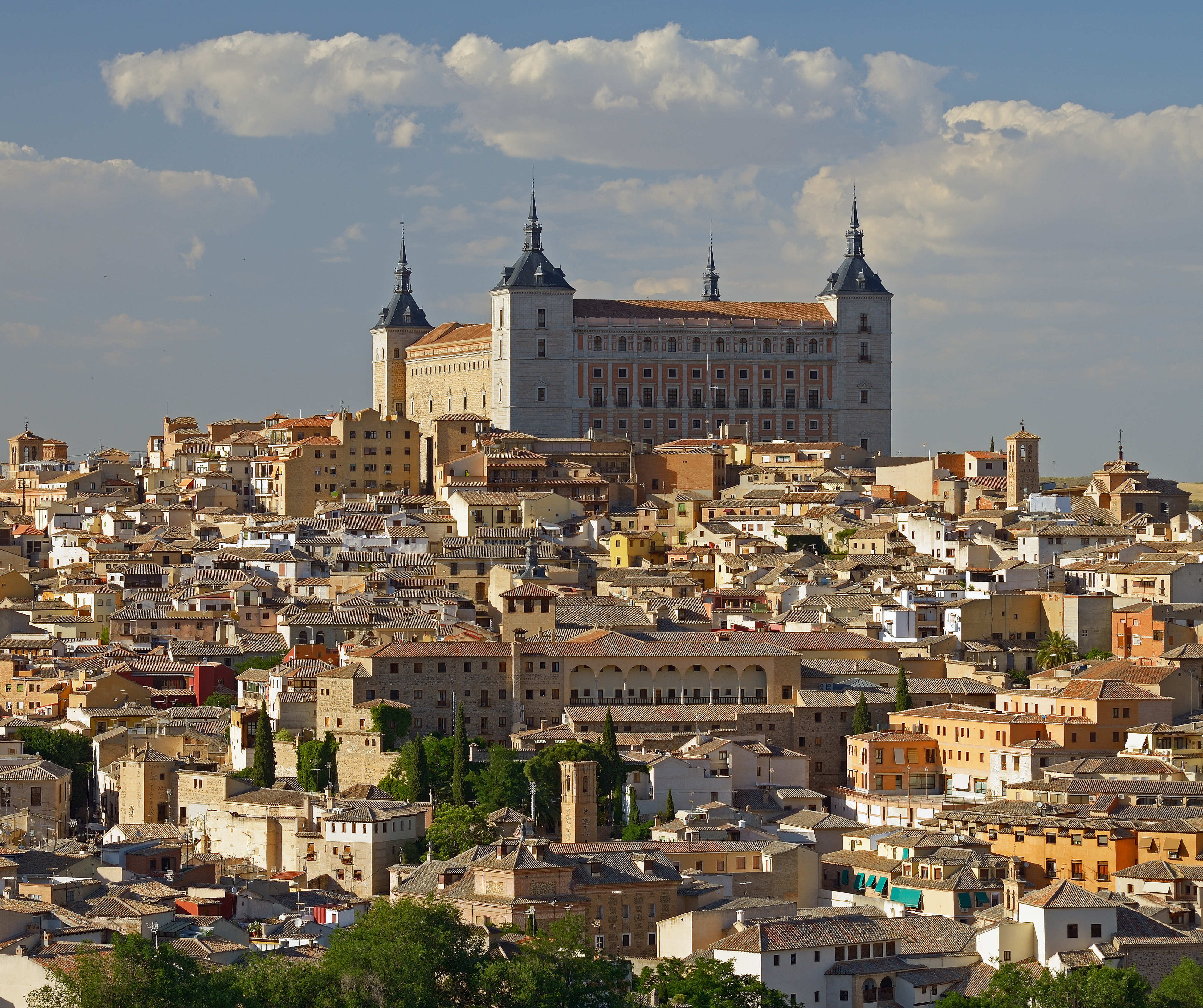
Толедський Алькасар у 2017

Місто мало постраждало під час громадянської війни в Іспанії між вояками Франсіско Франко та республіканцями. Після встановлення диктатури Франко він навідався в місто і був у захопленні від його середньовічної забудови. Стародавню частину не перебудовували, зробивши своєрідним недоторканим заповідником. Сучасне будівництво було дозволене лише в передмістях. Стародавнє Толедо щасливо уникло нівелювання історичних кварталів та їх банальної модернізації. Наново відбудований лише стародавній палац Алькасар, що постраждав під час боїв франкістів з республіканцями.
Місто стоїть на скелі і майже не має рослинності. Толедці з Середньовіччя будували заміські садибки «сігаральєс», куди підводили струмки та рясно висаджували дерева.

## Персоналії
- Абдаррахман ІІ (792—866) — 4-й емір Кордовського емірату з 822 року
- Аль-Заркалі (1029—1100) — арабський виробник астрономічних інструментів і астролог
- Хуан Лопес де Падилья (1490—1521) — ватажок повстання Комунерос
- Ель Греко (Доменікос Теотокопулос, 1541—1614) — відомий італо-іспанський художник 16 ст., грек за походженням
- Педро Мачука (1490?-1550) — відомий іспанський архітектор 16 ст., автор проєкту та будівництва велетенського палацу Карла в фортеці Альгамбра. Уродженець Толедо.
- Лопе де Вега (1562—1632) — відомий іспанський драматург, мешкав в Толедо у 1603—1607, член толедської приватної академії графа Мора.
- Хуан Санчес Котан (1560—1627) — відомий іспанський художник доби маньєризму, майстер релігійного живопису та натюрмортів.

### Визначні місця Толедо
- Історичний центр міста

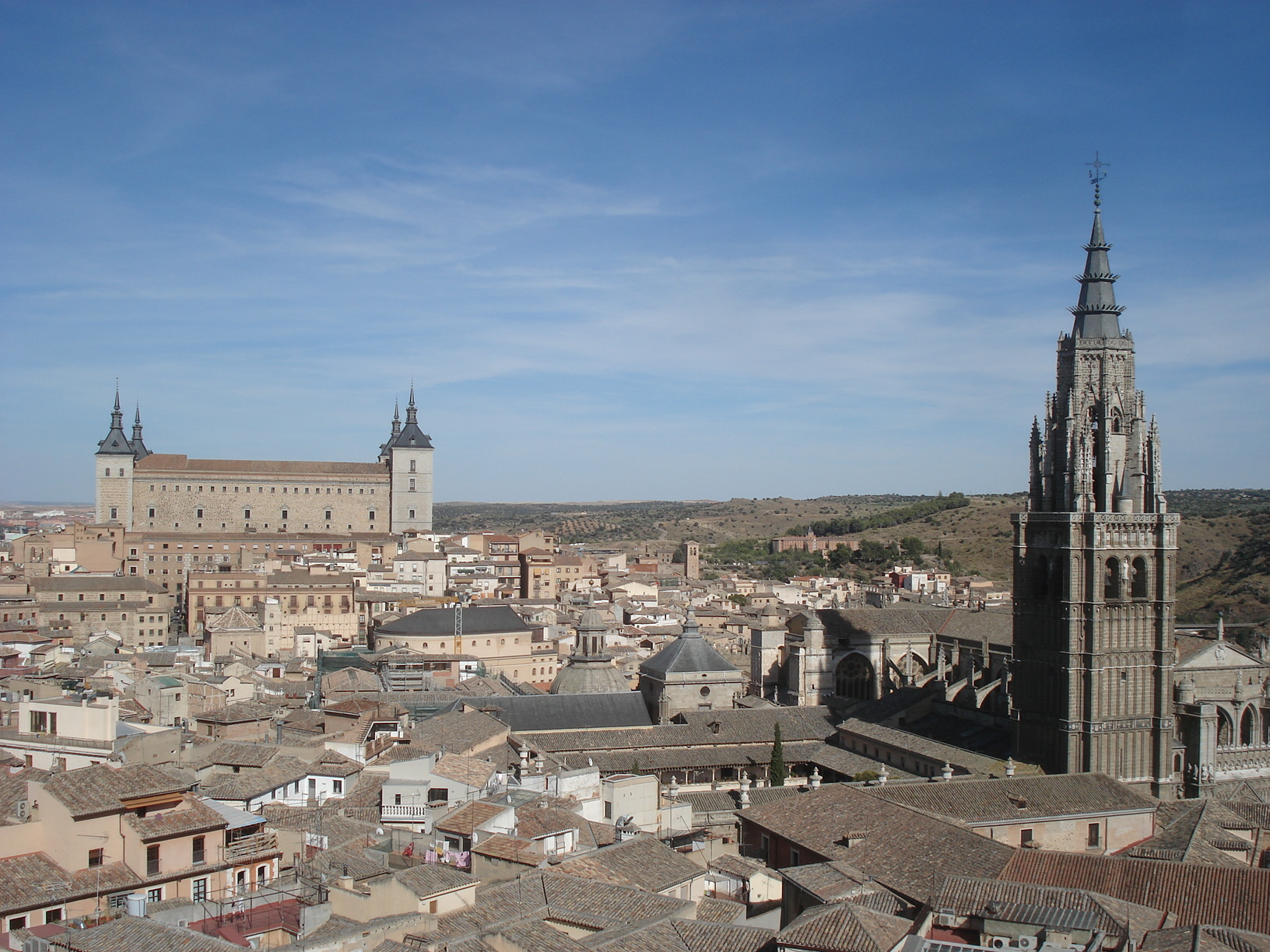
Історичний центр міста

- церква Сан Роман (San Román), 13 ст.
- Єврейське гетто
- Фортечні мури
- Пуерта дел Сол (міська брама)
- Руїни давньоримського цирку та акведука
- Мечеть Баб аль-Мардум, 10 ст., нині церква дель Крісто де ла Лус

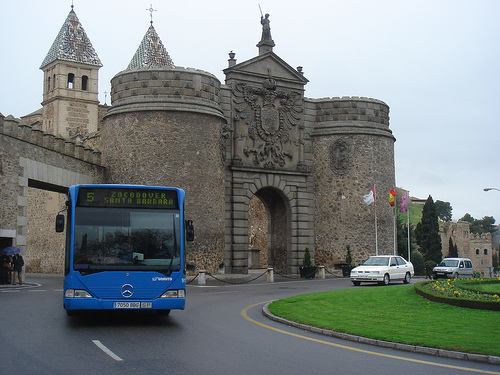
Міська брама Бісагра

- Єврейська синагога, найстаріша зі збережених в Європі
- Королівський палац Алькасар
- Замок Сан-Сервандо
- Шпиталь Санта-Круз,16 ст.
- Шпиталь Тавера (1541—1603 рр.)
- Монастир францисканців Сан Хуан де лос Рейес, 15 ст., готика
- Цистерціанський монастир Санто-Домінго-ель-Антигуо (1085 р.)
- Монастир Святої Урсули в стилі мудехар, 15 ст.
- Церква Санто Томе
- Церква Сан Ільдефонсо, бароко
- Церква Санта Марія ла Бланка (12 ст), перебудована із синагоги

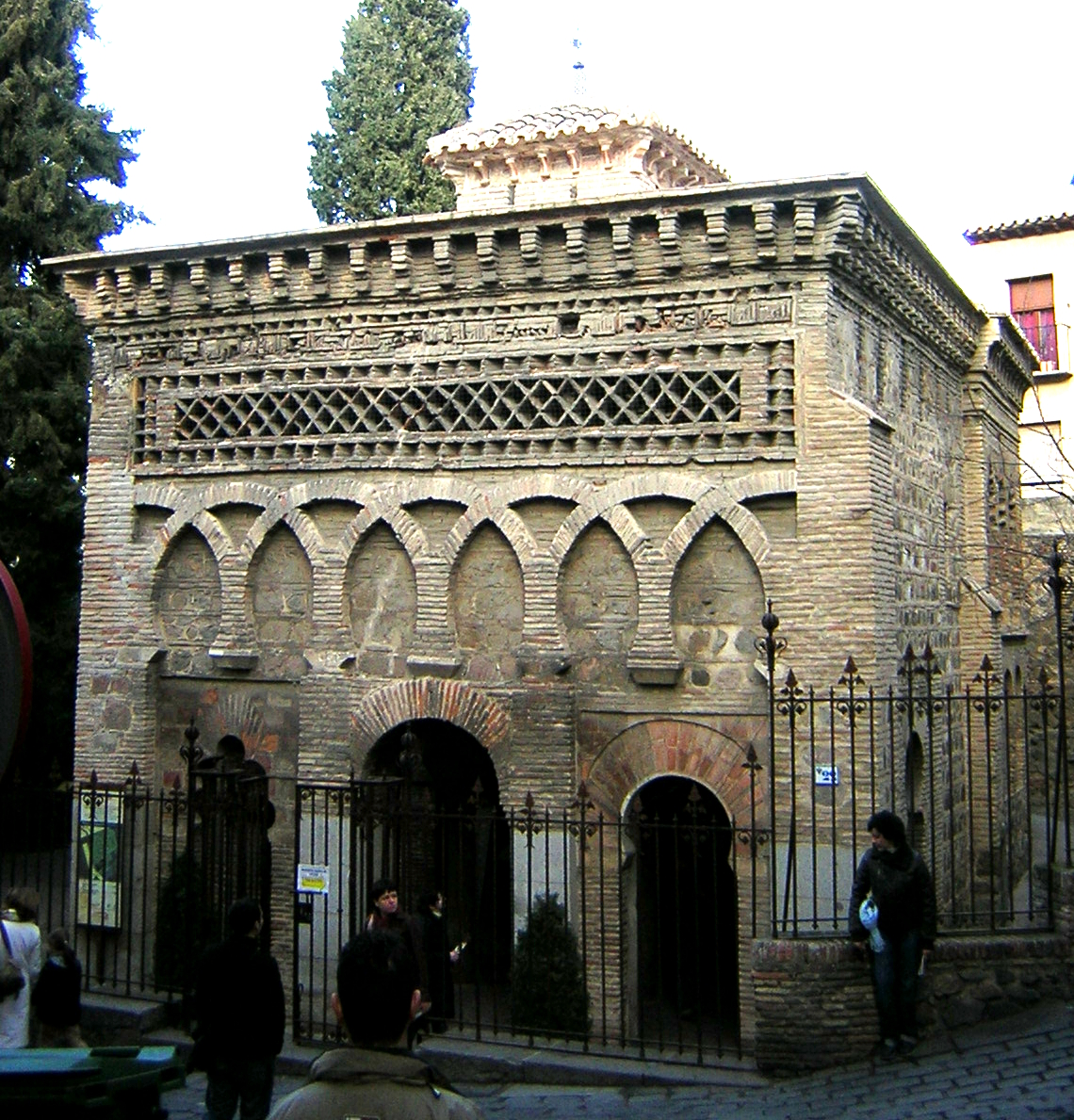
Церква Крісто де ла Лус, перебудова мечеті 10 ст.

- Монастир Св. Урсули, Стиль Мудехар, 14 ст.
- Церква Сантьяго де Аррабал, перебудована з мавританської мечеті 12 ст.
- Катедральний собор Св. Марії, готика

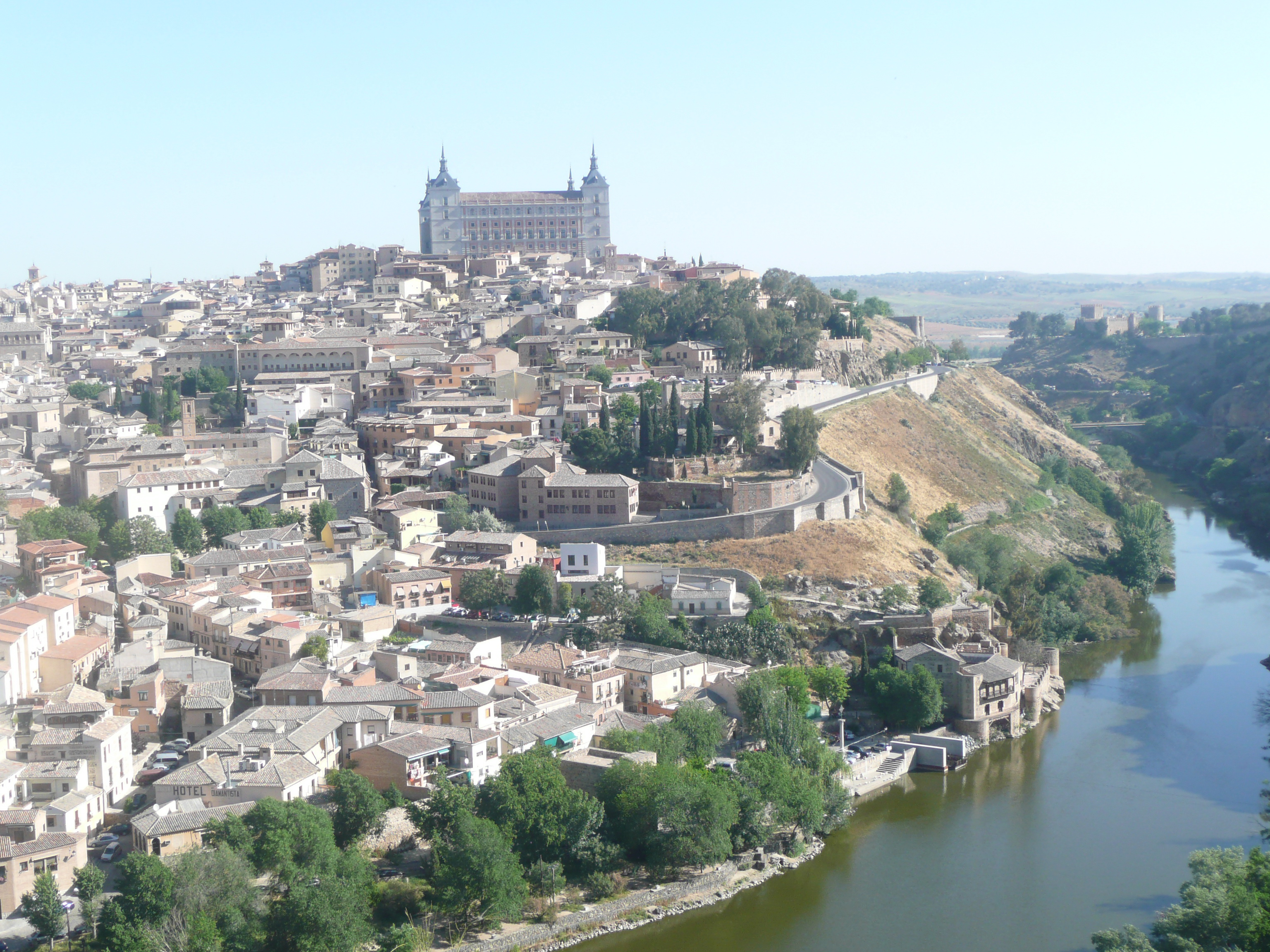
Панорама Толедо

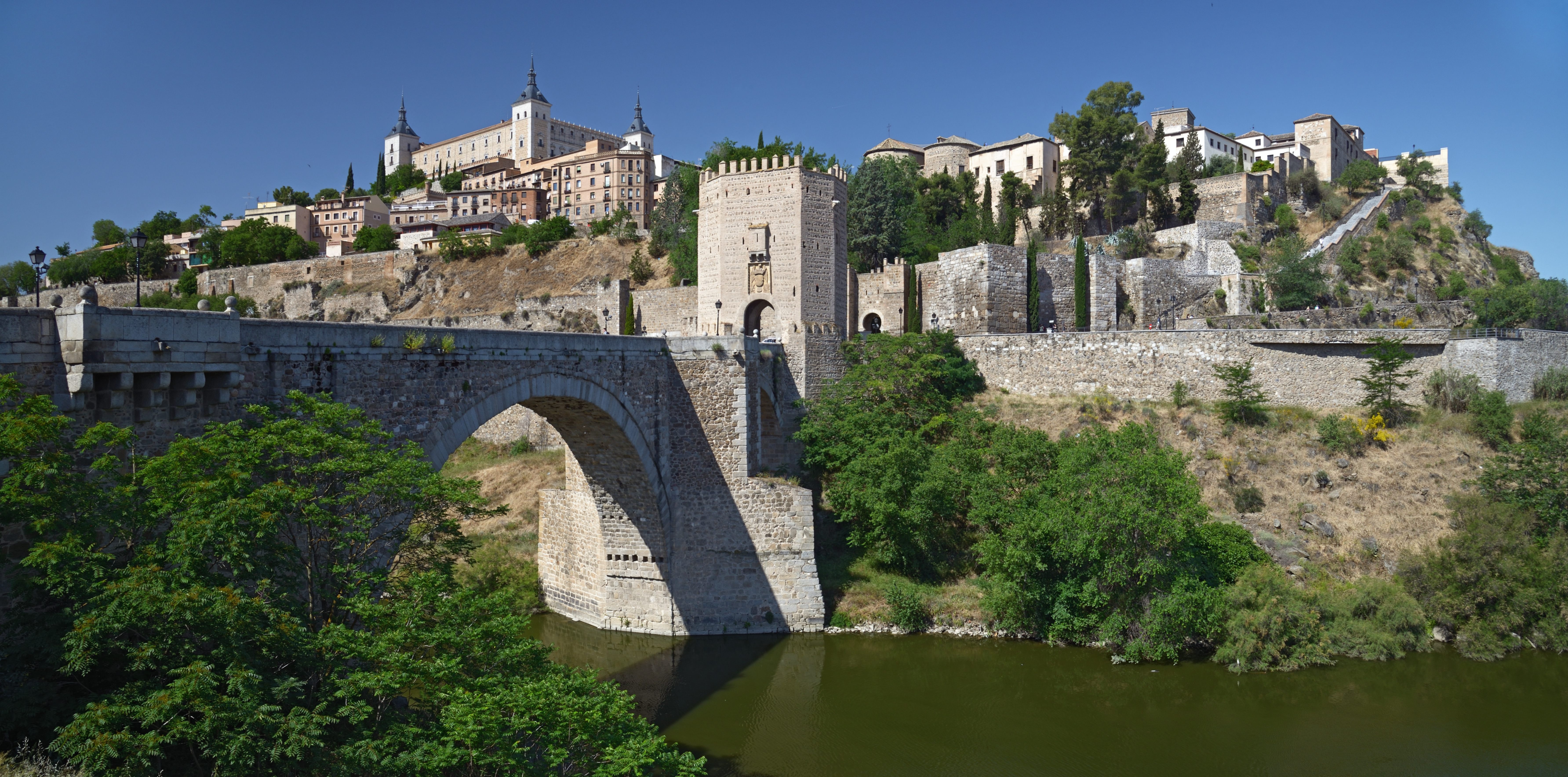
Міст Алькантара

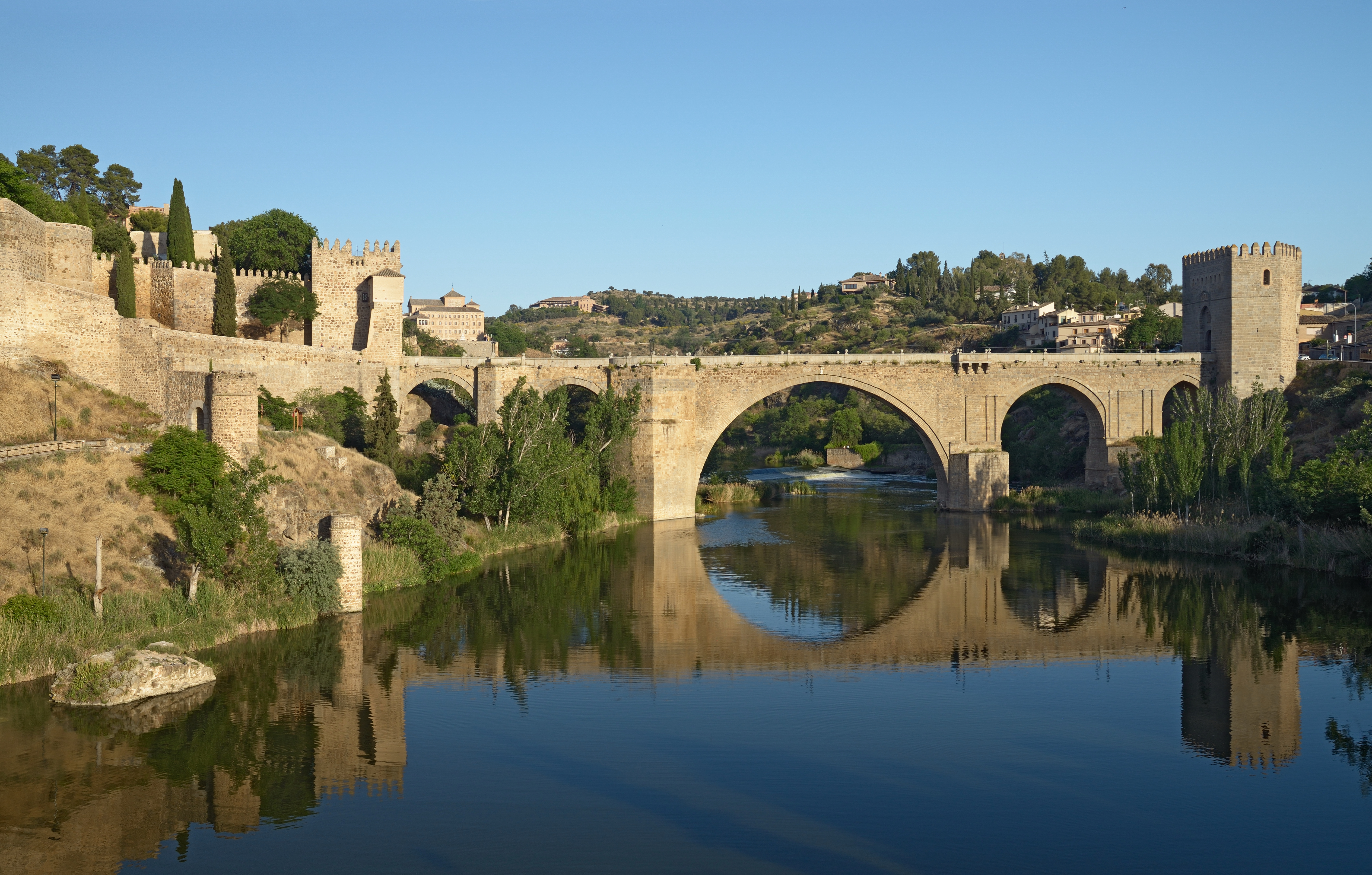
Міст Сан-Мартін

- Шпиталь Тавера
- Міська брама Бісагра
- Міст Алькантара
- Міст Сан-Мартін

### Музеї Толедо
- Музей сефардів, синагога Ель Трансіто
- церква San Román, 13 ст., музей вестготської культури
- Музей-шпиталь Санта-Круз,16 ст.
- Музей Ель Греко, після реконструкції.

### Міста побратими
- Аахен, Німеччина
- Велико-Тирново, Болгарія
- Єрусалим, Ізраїль
- Гавана, Куба
- Дамаск, Сирія
- Толідо, штат Огайо, США
- Ажен, Франція
- Гуанахуато, Мексика
- Нара, Японія
- Корпус-Крісті, США

## Клімат
Толедо має типовий холодний напівпустельний клімат.
| Клімат Толедо                              | Клімат Толедо | Клімат Толедо | Клімат Толедо | Клімат Толедо | Клімат Толедо | Клімат Толедо | Клімат Толедо | Клімат Толедо | Клімат Толедо | Клімат Толедо | Клімат Толедо | Клімат Толедо | Клімат Толедо |
| Показник                                   | Січ.          | Лют.          | Бер.          | Квіт.         | Трав.         | Черв.         | Лип.          | Серп.         | Вер.          | Жовт.         | Лист.         | Груд.         | Рік           |
| Абсолютний максимум, °C                    | 22,0          | 23,8          | 29,0          | 31,6          | 37,7          | 42,0          | 42,8          | 44,2          | 41,3          | 33,3          | 25,6          | 22,2          | 44,2          |
| Середній максимум, °C                      | 11,5          | 14,0          | 18,1          | 19,9          | 24,2          | 30,5          | 34,6          | 34,0          | 29,0          | 22,1          | 15,6          | 11,6          | 22,1          |
| Середня температура, °C                    | 6,4           | 8,3           | 11,6          | 13,5          | 17,6          | 23,2          | 26,8          | 26,3          | 22,0          | 16,1          | 10,5          | 7,1           | 15,8          |
| Середній мінімум, °C                       | 1,3           | 2,6           | 5,0           | 7,2           | 11,0          | 15,9          | 18,9          | 18,6          | 14,9          | 10,2          | 5,3           | 2,5           | 9,5           |
| Абсолютний мінімум, °C                     | −13,4         | −9            | −5,8          | −2,6          | −0,3          | 4,3           | 10,0          | 10,0          | 5,4           | 0,0           | −5,6          | −8            | −13,4         |
| Середня кількість сонячних годин на місяць | 151           | 172           | 228           | 249           | 286           | 337           | 382           | 351           | 260           | 210           | 157           | 126           | 2922          |
| Норма опадів, мм                           | 26            | 25            | 23            | 39            | 44            | 24            | 7             | 9             | 18            | 48            | 39            | 41            | 342           |
| Днів з опадами                             | 5             | 5             | 4             | 6             | 6             | 3             | 1             | 2             | 3             | 7             | 6             | 6             |               |
| Вологість повітря, %                       | 76            | 69            | 59            | 58            | 54            | 45            | 39            | 41            | 51            | 66            | 74            | 79            | 59            |
| ------------------------------------------ | ------------- | ------------- | ------------- | ------------- | ------------- | ------------- | ------------- | ------------- | ------------- | ------------- | ------------- | ------------- | ------------- |

## Релігія
- Центр Толедської архідіоцезії Католицької церкви.